# همایون پایور
همایون پایور (زاده ۱۳۲۳) مدیر فیلم‌برداری اهل ایران است. از مهمترین فعالیت وی می‌توان به تصویربرداری فیلم طعم گیلاس به کارگردانی عباس کیارستمی اشاره کرد.

## مدیر فیلم‌برداری
- گورکن (۱۳۶۳)
- زنگ‌ها (۱۳۶۴)
- گذرگاه (۱۳۶۵)
- دستفروش (اپیزود اول) (۱۳۶۵)
- تیرباران (۱۳۶۵)
- نار و نی (۱۳۶۷)
- افق (۱۳۶۷)
- فانی (۱۳۶۸)
- دو سرنوشت (۱۳۶۸)
- آب را گل نکنید (۱۳۶۸)
- سایه خیال (۱۳۶۹)
- زندگی و دیگر هیچ (۱۳۷۰)
- راه و بیراه (۱۳۷۰)
- دایان باخ (۱۳۷۱)
- زینت (۱۳۷۲)
- دختران خورشید (۱۳۷۸)
- هفت پرده (۱۳۷۹)
- صبحانه‌ای برای دو نفر (۱۳۸۲)
- سیمای زنی در دوردست (۱۳۸۲)
- اسپاگتی در هشت دقیقه (۱۳۸۳)
- در دنیای تو ساعت چند است؟ (۱۳۹۲)
- گیتا (۱۳۹۴)
- در سکوت (۱۳۹۴)
- شاید عشق نبود (۱۳۹۶)
- ناگهان درخت (۱۳۹۷)

## فیلمبردار
- آفتاب‌نشین‌ها (۱۳۶۰)
- اولی‌ها (۱۳۶۳)
- نجات یافتگان (۱۳۷۴)
- طعم گیلاس (۱۳۷۶)
- تک درخت‌ها (۱۳۸۶)